# Амбія (Індіана)
Амбія (англ. Ambia) — місто (англ. town) в США, в окрузі Бентон штату Індіана. Населення — 227 осіб (2020).

## Географія
Амбія розташована за координатами 40°29′22″ пн. ш. 87°30′58″ зх. д. / 40.48944° пн. ш. 87.51611° зх. д. (40.489341, -87.516230).  За даними Бюро перепису населення США в 2010 році місто мало площу 0,38 км², уся площа — суходіл.

## Демографія
Згідно з переписом 2010 року, у місті мешкало 239 осіб у 78 домогосподарствах у складі 63 родин. Густота населення становила 624 особи/км².  Було 87 помешкань (227/км²).
Расовий склад населення:
| - 77,0 % — білих - 20,5 % — осіб інших рас |

До двох чи більше рас належало 2,5 %. Частка іспаномовних становила 43,5 % від усіх жителів.
За віковим діапазоном населення розподілялося таким чином: 34,3 % — особи молодші 18 років, 56,9 % — особи у віці 18—64 років, 8,8 % — особи у віці 65 років та старші. Медіана віку мешканця становила 31,4 року. На 100 осіб жіночої статі у місті припадало 102,5 чоловіків;  на 100 жінок у віці від 18 років та старших — 91,5 чоловіків також старших 18 років.
Середній дохід на одне домашнє господарство  становив 45 939 доларів США (медіана — 35 208), а середній дохід на одну сім'ю — 52 810 доларів (медіана — 43 750). За межею бідності перебувало 15,1 % осіб, у тому числі 21,1 % дітей у віці до 18 років та 5,3 % осіб у віці 65 років та старших.
Цивільне працевлаштоване населення становило 91 осіб. Основні галузі зайнятості: сільське господарство, лісництво, риболовля — 17,6 %, роздрібна торгівля — 16,5 %, освіта, охорона здоров'я та соціальна допомога — 12,1 %, будівництво — 9,9 %.